# Karl von Mayenfisch
Jakob Johann Bernhard Karl (Charles) von Mayenfisch zu Rappenstein (* 11. Januar 1803 in Kaiserstuhl; † 4. Februar 1877 in Sigmaringen) war ein preußischer Kammerherr und Kunstsammler.

## Leben
Karl von Mayenfisch stammte aus einer Schweizer Familie, die in dem Städtchen Kaiserstuhl am Hochrhein ansässig war. Sein Vater Johann Baptist von Mayenfisch war mit der Konstanzer Bürgerstochter Anna Maria Gubelmann verheiratet. Karl war das älteste von 16 Kindern der Familie, die 1803 in Konstanz ansässig wurde, nachdem Kaiserstuhl mit dem Reichsdeputationshauptschluss seine rechtsrheinischen Territorien an Baden verloren hatte. Karl von Mayenfischs Ehefrau Fanny von Pauli stammte aus Aschaffenburg. Das Paar hatte vier Kinder.
Mayenfisch kam in den 1830er Jahren als Leiter der Hofverwaltung der Fürstin Amalie Zephyrine von Salm-Kyrburg in Sigmaringen und Inzighofen nach Hohenzollern. Auf Initiative des Erbprinzen Karl Anton von Hohenzollern wurde er 1846 erneut an den Sigmaringer Hof engagiert. Er fungierte als Hofkavalier der Fürstin und wurde zugleich Intendant der fürstlichen Sammlungen. Als Hofintendant, zuletzt als Kgl. Preußischer Kammerherr, blieb Mayenfisch dreißig Jahre dem Hofleben in Sigmaringen treu verbunden. 
1846 wurde Karl von Mayenfisch unter anderem mit der Oberaufsicht und Leitung der fürstlichen Bibliothek und Waffensammlung betraut. Als Hofintendant verwaltete er die auch die fürstlichen Kunstsammlungen, die durch die Ankäufe des Erbprinzen Karl Anton erheblich an Umfang und Qualität gewannen, insbesondere nachdem Karl Anton 1849 auf seine Souveränitätsrechte zugunsten der preußischen Monarchie verzichtet hatte.
Mayenfisch war am Ausbau der Sigmaringer Sammlungen aktiv beteiligt, wobei Karl Anton ihm den Erwerb von Geschichtszeugnissen aus Hohenzollern überließ. Neben dem Ausbau der mittelalterlichen Bestände – Mayenfisch sammelte selbst seit den 1830er Jahren Kunstwerke des Mittelalters, nicht zuletzt angeregt durch seine Freundschaft mit Friedrich von Laßberg – wurden die Sigmaringer Altertumssammlungen unter Mayenfisch auch um archäologische Funde bereichert. Dazu unternahm er in Hohenzollern eigene Ausgrabungen. Daneben war Mayenfisch immer auch als Zeichner und Maler aktiv.
Die Sammlungen wurden seit den 1860er Jahren inventarisiert und in einem seit 1862 errichteten Neubau auf Schloss Sigmaringen untergebracht, der 1867 als Museum für das Publikum geöffnet wurde. Karl Anton hatte kurz zuvor mit Friedrich August Lehner einen wissenschaftlichen Bibliothekar eingestellt, der Mayenfisch nach und nach auch als Kurator der Sammlungen ablösen sollte.
1866 hatte Mayenfisch 1866 seine privaten Sammlungen dem Fürsten verkauft. Parallel zu der Sigmaringer Museumsgründung entstand der Verein für Geschichte und Altertumskunde in Hohenzollern, zu dessen Initiatoren Mayenfisch zählte und dessen erster Vorsitzender er von 1867 bis 1871 war. Auch in diesem Amt wurde der betagte Intendant von August Friedrich Lehner abgelöst, der in Mayenfischs romantischer Geschichtsauffassung und dessen kennerschaftlichen Umgang mit Kunst den Vertreter einer überlebten Epoche am Werk sah. Ein Nachruf im  Schwäbischen Merkur würdigte indessen Mayenfischs Verdienste um die "unter seiner sachverständigen und umsichtigen Verwaltung teilweise fast neu begründeten Sigmaringer fürstlichen Sammlungen … in dankbarer Erinnerung".